# Praxilla
Praxilla (altgriechisch Πράξιλλα Práxilla) war eine griechische Dichterin im 5. Jahrhundert v. Chr. aus Sikyon. Sie schrieb Dithyramben, die zum allergrößten Teil verloren sind. Nur ein Vers in Hexametern ist erhalten. Sie soll weiter einen Hymnus an Adonis verfasst haben sowie Wein- und Gelagegedichte (Skolien). Ein logaödisches Versmaß, das Praxilleion, ist nach ihr benannt.
In Antipaters Liste der altgriechischen Dichterinnen ist sie an erster Stelle aufgelistet.
Lysipp erstellte ein Bronzebildnis Praxillas, das in ihrer Heimat aufgestellt wurde.
Das von Erasmus von Rotterdam in seinen Adagia überlieferte Sprichwort „Dümmer als der Adonis der Praxilla“ (Adagia 2,9,11 „Stupidior Praxillae Adonide“) geht auf das von Zenobius zitierte Fragment des Hymnus an Adonis, zurück, in dem Adonis, als er gefragt wird, was unter all den Dingen, die er auf der Erde verlassen habe, das schönste sei, antwortet: „Die Sonne, der Mond, die Gurken und die Äpfel.“ Sonne und Mond auf eine Stufe mit Gurken zu stellen, schien lächerlich.